# Peter Friedrich Nicolaus Meyer
Peter Friedrich Nicolaus Meyer, seit 1919 Meyer-Rodenberg (* 28. November 1853 in Elsfleth; † 28. Januar 1923 in Bremen) war ein deutscher Verwaltungsjurist, oldenburgischer Abgeordneter und von 1908 bis 1919 Regierungspräsident des Fürstentums Lübeck.

## Leben
Peter Friedrich Nicolaus Meyer war der Sohn des Elsflether Barbiers und Heuerlings Johann Ernst Meyer und dessen Ehefrau Friederike Auguste geb. Kühne. Er besuchte die Volksschule in Elsfleth und das Gymnasium Oldenburg bis zum Abitur 1873. Danach studierte er Rechtswissenschaften an der Universität Göttingen und wurde hier 1877 zum Dr. jur. promoviert.
1877 bestand er sein Tentamen (1. juristisches Examen) und 1881 sein (2.) Examen. 1878 trat er in den Staatsdienst des Großherzogtums Oldenburg und war zunaechst Auditor und Hilfsbeamter beim Amt Vechta. Ab Oktober 1879 war er mit den Geschäften eines Sekretärs und Hilfsarbeiters bei der oldenburgischen Regierung in Eutin, der Residenzstadt des zum Großherzogtum Oldenburg gehörenden Fürstentums Lübeck, beauftragt. Zum 1. März 1881 wurde er dem Sekretariat des Departements des Innern zugeordnet und zugleich mit der Wahrnehmung der Sekretariatsgeschäfte beim Departement des Großherzoglichen Hauses und der auswärtigen Angelegenheiten beauftragt. 1881 erfolgte nach bestandener zweiten Staatsprüfung seine Ernennung zum Regierungsassessor. 1882 wurde er zum Mitglied der Kommission für das Heimatwesen ernannt und zum 1. November 1882 zum Amtshauptmann des Amtes Cloppenburg. 1884 wurde er in gleicher Position an das Amt Wildeshausen und 1890 an das Amt Westerstede versetzt.
Von 1899 bis 1900 war er Abgeordneter des Oldenburgischen Landtags.
Am 1. April 1901 wurde er zum Vortragenden Rat im Departement der Finanzen mit dem Titel Oberfinanzrat ernannt. Damit verbunden war der Vorsitz in der Zolldirektion in Oldenburg; gleichzeitig war er drittes Mitglied der Direktion der Witwen-, Waisen- und Leibrentenkasse. An Stelle des ausgeschiedenen Staatsrats Franz Heinrich Alexander Bucholtz wurde er zum administrativen Mitglied der Staatsprüfungskommission sowie zum Mitglied der Behörde zur Entscheidung der Kompetenzkonflikte zwischen den Verwaltungs- und Gerichtsbehörden ernannt. 1907 erfolgte seine Beförderung zum Geheimen Oberfinanzrat beim Departement der Finanzen und Oberzolldirektor bei der Zolldirektion in Oldenburg. 
Zum 1. November 1908 wurde er zum Vorsitzenden der Großherzoglichen Regierung des Fürstentums Lübeck in Eutin mit dem Titel Regierungspräsident ernannt sowie mit der Wahrnehmung der Geschäfte eines Mitgliedes der Regierung beauftragt.
Während der Novemberrevolution 1919 konnte Meyer in einem Konflikt der landwirtschaftlichen Organisationen, der durch die vom Landesarbeiterrat angeordneten Durchsuchungen von Privathaushalten nach Lebensmitteln ausgelöst worden war, nicht vermitteln und wurde zum 15. Oktober 1919 unter Verleihung des Titels Geheimer Rat in den Ruhestand versetzt.

## Familie
Er war verheiratet mit Emmy geb.  Rodenberg (1859–1933), deren Geburtsnamen er 1919 seinem Familiennamen anfügte. Das Paar hatte drei Kinder, darunter Wilhelm Meyer-Rodenberg (1892–1955), stellvertretender oldenburgischer Bevollmächtigter beim Reichsrat und kommissarischer Regierungspräsident in Osnabrück, und der Major Karl-Peter Meyer-Rodenberg.

## Auszeichnungen
- Oldenburgischer Haus- und Verdienstorden des Herzogs Peter Friedrich Ludwig
  - 1902 Ehren-Ritterkreuz II. Klasse
  - 1905 Ehren-Ritterkreuz I. Klasse
  - 1906 Kapitular-Ritter
  - 1910 Offizierkreuz
  - 1914 Ehren-Komturkreuz
- 1913 Königlicher Kronen-Orden (Preußen) II. Klasse